# جزيرة النورس بينبع
جزيرة النورس إحدى مشاريع الواجهة البحرية في بينبع المملكة العربية السعودية التي تمتد على طول 11 كيلومتراً.
تعد جزيرة النورس بالواجهة البحرية بمدينة ينبع الصناعية رافداً اقتصادياً مهماً ومعلماً مميزاً بطابع عمراني وبيئي يضاهي أجمل المناطق العالمية بجمالها وروعة تخطيطها الشاملة بكل المقاييس للمراحل التطورية لمشروع الواجهة البحرية، حيث تضم المراحل الإنشائية للجزيرة مرافق استثمارية متنوعة ومتنزهات خضراء وشواطئ رملية ومناطق تخييم ومنتجعات ومناطق ترفيهية ومطاعم.
وتقع جزيرة “النورس” بمنطقة الواجهة البحرية بمدينة ينبع الصناعية وتبلغ مساحتها 23 هكتاراً وتتضمن مشاريع الجزيرة بعد انتهاء العمل بها على فندق سياحي ونادي ومدرسة للغوص ومحطة للتنقل المائي وألعاب مائية ومتحف بحري ورصيف زوارق ومواقف للسيارات وشاطئ ومتنزه عام، علماً بأن العمل مازال جارياً في جزيرة النورس ومن المتوقع أن يتم تدشينها خلال الأسابيع القليلة المقبلة.